# Томас Робінсон, 2-й барон Грентем
Томас Робінсон, 2-й барон Грентем (англ. Thomas Robinson, 2nd Baron Grantham; нар. 30 листопада 1738, Відень — пом. 20 липня 1786, Суррей) — британський державний діяч. 

## Біографія
Томас Робінсон народився 30 листопада 1738 року у Відні, Австрія, син — Томаса Робінсона, 1-го барона Грентема, в той час посла Великої Британії в Австрії, від його дружини Френсіс, дочки Томаса Ворслі. Здобув освіту у Вестмінстерській школі та в коледжі Христа, Кембридж.
Грентем увійшов до парламенту як член від Крайстчерча в 1761 році, а в 1770 році отримав перство у зв'язку зі смертю батька. У тому ж році призначений членом Таємної ради. У 1771 році він був направлений послом Великої Британії в Іспанію і займав цей пост до початку війни між Великобританією та Іспанією в 1779 році. У 1772 році, перебуваючи при літньому Іспанському дворі в Аранхуесі, він отримав кореспонденцію від — Рікардо Валь-і-Деверо, прем'єр-міністра Іспанії. 
З 1780 по 1782 рік Грентем був президентом Торгівельної ради, а з липня 1782 по квітень 1783 року — 2-м Міністром закордонних справ при лорді Шелбурні.
Помер 20 липня 1786 року у віці всього 46 років, і баронство успадкував його старший син, Томас де Ґрей, 2-й граф де Ґрей. Його вдова продовжувала жити в Грентем-хаусі до своєї власної смерті в січні 1830 року у віці 72 років.

## Шлюб і спадок
У 1780 році лорд Грентем одружився з леді Мері Йорк (1757—1830), молодшою дочкою Філіпа Йорка, 2-го графа Гардвіка, та леді Джеміни Кемпбелл, 2-ї маркізи Грей (1723—1797), дочки Джона Кемпбелла, 3-го графа Бредальбейна і Голланда та леді Амабель Грей, дочки Генрі Грея, 1-го герцога Кента (1671—1740).
У 1740 році свекруха лорда Грентема леді Джеміна Кемпбелл стала 2-й маркізою Грей в порядку особливого спадку після смерті свого діда по материнській лінії Генрі Грея, 1-го герцога Кента, 1-го маркіза Грея, 3-го барона Лукаса. Оскільки у неї не було спадкоємців чоловічої статі, титул був втрачений після її власної смерті в 1797 році, але в 1816 році її старша дочка леді Амабель Йорк (1750—1833) (дружина Олександра Гьюма-Кемпбелла, лорда Полварта) стала графинею де Грей.
Лорд Грентем і його дружина жили в Грентем-хаусі в Вайтголл-Ярді, Вестмінстер. У його дружини було два сини:
- Томас де Грей, 2-й граф де Грей (1781—1859) — старший син і спадкоємець. Народився як Томас Філіп Робінсон, його прізвище було Ведделл з 1803 року і де Грей з 1833 року.
- Фредерік Джон Робінсон, 1-й віконт Годрік (1782—1859) — прем'єр-міністр Великої Британії в 1827 і 1828 роках.